# Susut
Susut ist ein indonesischer Distrikt (Kecamatan) im balinesischen Regierungsbezirks Bangli. Der Binnendistrikt grenzt im Südwesten an den Kecamatan Gianyar, im Nordwesten an den Kecamatan Tampaksiring sowie im Norden und Osten an dem Kecamatan Bangli.

## Verwaltungsgliederung
Der Distrikt gliedert sich in sechs Dörfer ländlichen Typs (Desa), weiterhin in 48 Desa Adat und 54 Banjar Dinas.
| Kode PUM 1    | Dorf            | Fläche (km²) Ende 2021 | Einwohner Census 2010 | Einwohner Ende 2020 | Einwohner Ende 2021 | Dichte Einw. pro km² |
| ------------- | --------------- | ---------------------- | --------------------- | ------------------- | ------------------- | -------------------- |
| 51.06.01.2001 | Apuan           | 4,18                   | 3.863                 | 4.761               | 4.594               | 1.099,04             |
| 51.06.01.2002 | Abuan           | 4,51                   | 4.051                 | 7.211               | 4.383               | 971,84               |
| 51.06.01.2003 | Susut           | 4,17                   | 6.127                 | 4.629               | 7.004               | 1.679,62             |
| 51.06.01.2004 | Demulih         | 5,93                   | 5.465                 | 6.581               | 6.337               | 1.068,63             |
| 51.06.01.2005 | Sulahan         | 6,63                   | 7.782                 | 8.731               | 8.405               | 1.267,72             |
| 51.06.01.2006 | Tiga            | 12,65                  | 6.390                 | 4.097               | 7.257               | 573,68               |
| 51.06.01.2007 | Selat           | 2,59                   | 2.993                 | 7.529               | 3.609               | 1.393,44             |
| 51.06.01.2008 | Penglumbaran000 | 5,65                   | 3.518                 | 3.770               | 4.013               | 710,27               |
| 51.06.01.2009 | Pengiangan      | 4,89                   | 3.013                 | 3.144               | 3.082               | 630,27               |
| 51.06.01      | Kec. Susut      | 51,20                  | 43.202                | 50.453              | 48.684              | 950,86               |
Ergebnisse aus Zählung: 2010 und Fortschreibung 2020 und 2021

## Bevölkerung

### Bevölkerungsentwicklung der letzten drei Halbjahre
| Datum      | Fläche (km²) | Einwohner | männlich | weiblich | Dichte (Einw./km²) | Sex Ratio (m*100/w) |
| ---------- | ------------ | --------- | -------- | -------- | ------------------ | ------------------- |
| 31.12.2020 | 51,20        | 50.453    | 25.284   | 25.169   | 985,4              | 100,5               |
| 30.06.2021 | 51,20        | 50.122    | 25.170   | 24.952   | 978,9              | 100,9               |
| 31.12.2021 | 51,00        | 48.684    | 24.537   | 24.147   | 954,6              | 101,6               |
Fortschreibungsergebnisse